# Vov
Vov är en ort i Azerbajdzjan.   Den ligger i distriktet Lerik Rayonu, i den södra delen av landet, 220 km sydväst om huvudstaden Baku. Vov ligger 1 024 meter över havet och antalet invånare är 462.
Terrängen runt Vov är huvudsakligen kuperad, men västerut är den bergig. Närmaste större samhälle är Bilyasar, 6,0 km öster om Vov. 
I omgivningarna runt Vov växer i huvudsak blandskog. Runt Vov är det ganska tätbefolkat, med 129 invånare per kvadratkilometer.